# Cardiosace litulifera
Cardiosace litulifera là một loài bướm đêm trong họ Noctuidae.